# Leśniczówka (Trzebunia)
Leśniczówka – część wsi Trzebunia w Polsce, położona w województwie małopolskim, w powiecie myślenickim, w gminie Pcim.
W latach 1975–1998 Leśniczówka administracyjnie należała do województwa krakowskiego.